# Wu Ma
Wu Ma (chino simplificado: 午 马, chino tradicional: 午 马, pinyin: Wǔ Mǎ, nombre real: chino simplificado: 冯宏源, chino tradicional: 冯宏源, pinyin: Feng Hongyuan (22 de septiembre de 1942 - 4 de febrero de 2014) fue un actor, director, productor y escritor chino. Hizo su debut en la pantalla en 1963, y con más de 240 apariciones en su haber (más 49 créditos como director dentro de un período de cincuenta años), Wu Ma es uno de los rostros más conocidos de la historia del cine de Hong Kong, particularmente por su papel de fantasma taoísta en A Chinese Ghost Story.

## Biografía
Wu nació como Feng Hongyuan en Tianjin. A los 16 años se trasladó a Guangzhou y se convirtió en un mecánico antes de emigrar a Hong Kong en 1960. En 1962, Wu se matriculó en el curso de actuación Shaw Brothers. Se graduó un año más tarde e hizo su primera aparición en Lady General Hua Mulan. Luego apareció en películas como Temple Of The Red Lotus (1965), The Knight Of Knights (1966) y Trail Of The Broken Blade (1967). Tomó el nombre artístico de 'Wu Ma', ya que refleja el animal en el año de su nacimiento (el caballo), y creía que era lo suficientemente corto como para que el público lo recuerde.

## Muerte
A Wu se le diagnosticó cáncer de pulmón porque siempre fumó mucho. Su cáncer maligno fue declarado incurable y se anunció que la enfermedad comenzó a propagarse hace diez meses. Su esposa dijo: «Ha disfrutado de cada minuto precioso con su familia, explicó que había caminado casualmente en su camino con orgullo y dignidad.» Falleció en paz en su casa de Hong Kong el 4 de febrero de 2014 a la edad de 71 años. Wu Ma era muy conocido por su papel como el barbudo y poderoso sacerdote taoísta en la película de terror-comedia de 1987 A Chinese Ghost Story.